# Giullia Rodrigues
Giulia Rodrigues Penalber de Oliveira (13 de abril de 1992), es una luchadora brasileña de lucha libre. Participó en dos Campeonatos Mundiales consiguiendo la 8.ª posición de 2014. Acabó en séptimo puesto en Juegos Panamericanos de 2015. Ganó dos medallas en Campeonatos Panamericanos, de plata en 2016.  